# Burton Latimer
Burton Latimer è un comune e parrocchia civile dell'Inghilterra, appartenente alla contea del Northamptonshire. È gemellato con il comune italiano di Castelnuovo Magra, nello spezzino, che dedica a Burton Latimer una via nel proprio centro storico (Via Burton Latimer).